# Nicholas Hagen
Pour les articles homonymes, voir Hagen.
 (août 2024).
Si vous disposez d'ouvrages ou d'articles de référence ou si vous connaissez des sites web de qualité traitant du thème abordé ici, merci de compléter l'article en donnant les références utiles à sa vérifiabilité et en les liant à la section « Notes et références ».
Nicholas Hagen né le 2 août 1996 à Guatemala, est un joueur international guatémaltèque de football jouant au poste de gardien de but pour le club de Crew de Columbus en MLS. Il possède aussi la citoyenneté américaine.

## Biographie

### Bnei Sakhnin FC
Le 1er juillet 2023, il a été présenté comme une nouvelle recrue du Bnei Sakhnin FC club qui évolue en première division israélienne.
Après avoir passé un mois sans équipe après avoir quitté Bnei Sakhnin en raison du conflit israélo-palestinien, il a été présenté comme une nouvelle recrue du côté de Crew de Columbus qui évolue en MLS.

### Crew de Columbus

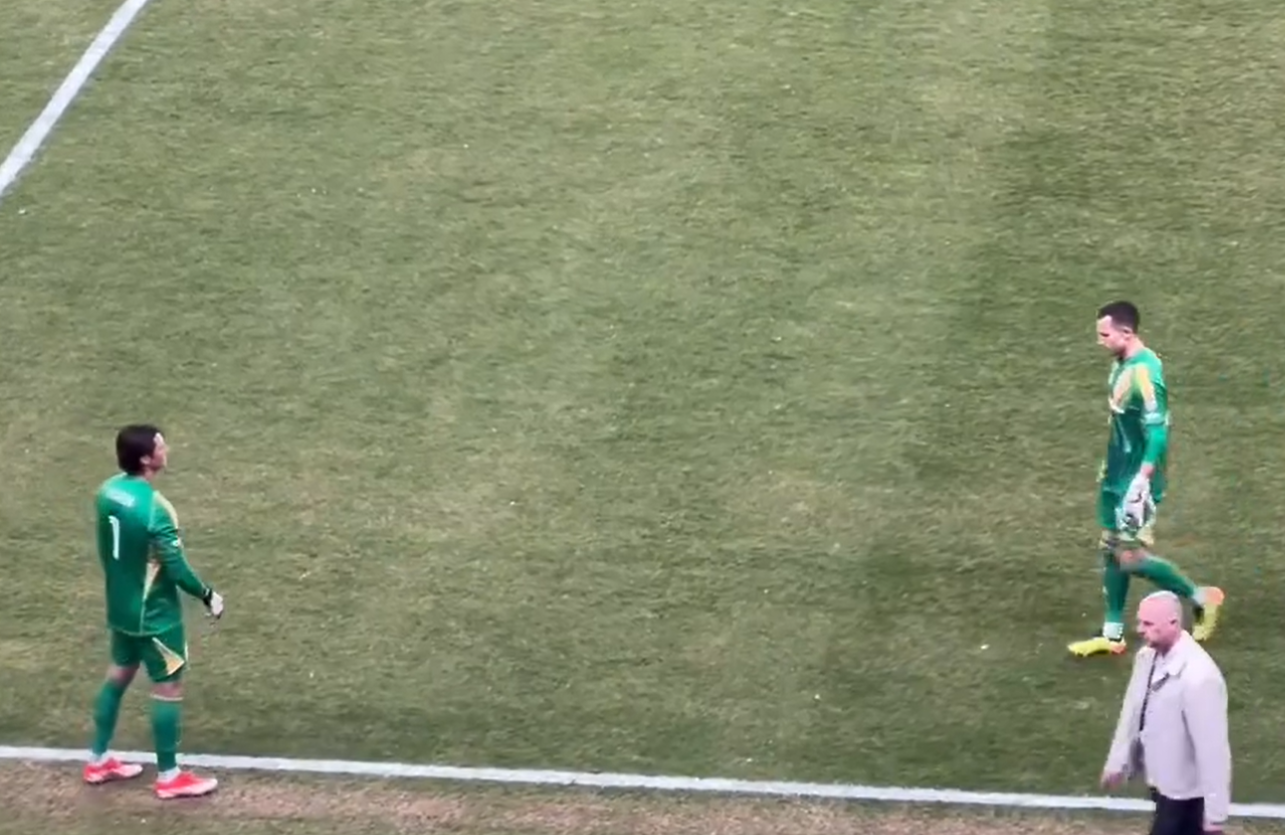
Nicholas Hagen étant remplacé, sa première apparition pour les Crew de Columbus.

Hagen a fait ses débuts avec Crew de Columbus le 13 avril 2024 en remplaçant un coéquipier blessé, Evan Bush, lors d'un match contre Real Salt Lake. Il a terminé le match avec un clean sheet.
Le 17 juillet 2024, Nicholas Hagen a débuté pour la première fois en tant que titulaire après que Patrick Schulte ait été appelé pour l'Équipe olympique des États-Unis,et finie sur un match nul 1-1 contre Charlotte FC.